# Tiszadada
Tiszadada è un comune dell'Ungheria di 2 410 abitanti (dati 2001). È situato nella contea di Szabolcs-Szatmár-Bereg.